# Phyllomedusa tarsius
Phyllomedusa tarsius är en groddjursart som först beskrevs av Cope 1868.  Phyllomedusa tarsius ingår i släktet Phyllomedusa och familjen lövgrodor. IUCN kategoriserar arten globalt som livskraftig. Inga underarter finns listade i Catalogue of Life.